# Карликовий удав континентальний
Карликовий удав континентальний (Ungaliophis continentalis) — неотруйна змія з роду Карликовий удав родини Удавові. Інші назви «центральноамериканський карликовий удав», «банановий удав».

## Опис
Загальна довжина сягає 85 см. Голова пласка, сплощена, морда дещо витягнута. Тулуб стрункий, кремезний. Забарвлення сірувато-коричневе з темними овальними плямами уздовж спини, кожне з яких оточене світлою облямівкою. Кінчик морди темний.

## Спосіб життя
Полюбляє дощові тропічні ліси. Багато часу проводить на деревах або бромеліях. Іноді трапляється у бананах при завантаженні на кораблі. Зустрічається на висоті до 990 м над рівнем моря. Активний уночі. Харчується жабами, ящірками, птахами і дрібними ссавцями.
Це живородна змія. Самиця народжує від 1 до 6 дитинчат.

## Розповсюдження
Мешкає у штаті Чіапас (Мексика), Гватемалі, Гондурасі, Нікарагуа.